# Albuca boucheri
Albuca boucheri är en sparrisväxtart som beskrevs av U.Müll.-doblies. Albuca boucheri ingår i släktet Albuca och familjen sparrisväxter. Inga underarter finns listade i Catalogue of Life.